# Panthea (Tragödie)
Panthea gilt als die erste deutsche regelgerechte Tragödie einer Frau, und folgt somit den Grundsätzen des klassischen Dramas von Aristoteles: es gibt nur wenige Figuren (alle adelig) und Einheit von Ort, Zeit und Handlung besteht. Das Stück ist im Alexandriner verfasst, mit einem Jambus als Metrum. Es ist das einzige Trauerspiel von Louise Adelgunde Victoria Gottsched, die sonst vor allem für Komödien bekannt ist, und erschien 1744. Eine Überarbeitung wurde 1772 veröffentlicht.

## Inhalt

### Erster Aufzug
Das Stück spielt über den Zeitraum eines Tages im Lager von Cyrus, dem König der Perser, der versucht durch den Kampf gegen Assyrien deren Reich einzunehmen. In einem vorherigen Kampf gegen das Volk der Susianer, das von Abradat als König regiert wurde, nahm Cyrus Panthea, die Gemahlin des Abradats, gefangen und gewann den Kampf und somit das Reich der Susianer. Abradat wird nach dem Kampf zu Cyrus’ Freund, da er in ihm einen tugendhaften Helden und guten Herrscher sieht. Zudem will Abradat Cyrus helfen noch mehr Reiche einzunehmen, um weiteren Völkern die Freude zu bescheren, von Cyrus regiert zu werden, und kämpft somit an Cyrus’ Seite im bevorstehenden Kampf gegen die Assyrer.
Panthea wird als so schön, tugendhaft und weise beschrieben, dass Cyrus sich während ihrer Gefangenschaft scheut sie zu sehen, um ihrer Schönheit nicht zu erliegen. Des Weiteren ist Cyrus entschlossen Panthea die Freiheit zu schenken und sie mit ihrem geliebten Abradat wieder zu vereinen, um Abradat vor dem Kampf Mut zu schenken und seine Freundschaft Abradat gegenüber zu beweisen. Hystaspes, ein persischer Feldherr, rät Cyrus jedoch, sie aufgrund ihrer Schönheit für sich zu behalten. Cyrus wendet ein, dass Panthea bereits mit Abradat vermählt ist, während er bereits mit Cassandanen verheiratet ist. Hystaspes’ Lösung dieses Problems sieht vor, Abradat durch eine List auf dem Schlachtfeld im heutigen Kampf umkommen zu lassen. Außerdem wendet er ein, dass ein Fürst wie Cyrus sich nicht an das Gesetz halten muss. Cyrus ist erschrocken über Hystaspes’ Vorschlag und wirft ihm Lasterhaftigkeit vor. Hystaspes entschuldigt sich und Cyrus beschließt, er solle seinen Vorschlag durch besondere Bemühungen im heutigen Kampf wieder gut machen. Cyrus schickt Hystaspes los Abradat zu holen, damit er ihm mitteilen kann, dass er Panthea noch heute zurückbekommen soll, während Cyrus, der sein Vertrauen über den Ausgang des Kampfes in den Himmel und das Schicksal legt, den Göttern eine Opfergabe widmen will.
Hystaspes fühlt sich von Cyrus ungerecht behandelt und sieht Cyrus’ Kritik an ihm für unberechtigt.
Hystaspes trifft auf Abradat und redet ihm neben Zweifeln an Pantheas Liebe auch ein, dass er Cyrus davon abgehalten habe Panthea zu sehen und somit verhindert habe, dass Cyrus ihm Panthea wegnimmt. Nach kurzem Zweifel glaubt Abradat Hystaspes und bedankt sich bei ihm für seine Dienste.
Während Hystaspes Panthea holt, bekundet Abradat, dass er in diesem Kampf alles geben will, um Cyrus zum Sieg zu verhelfen. Beide bekunden sich gegenseitig Respekt und Lob.
Panthea trifft ein und will sich zunächst bei Cyrus mit einem persischen Brauch bedanken, indem sie sich vor ihm auf die Knie wirft, doch Cyrus hält sie davon ab. Er begründet dieses Handeln damit, dass auch ein Gefangener ihm ebenbürtig sei, solange er so tugendvoll wie sie sei. Panthea bedankt sich bei Cyrus und lobt ihn für seine Ehrbarkeit. Außerdem dankt sie Cyrus für seinen Schutz gegen Araspes’ List: Während Cyrus sie zum eigenen Schutz nicht sehen wollte, bat Araspes Cyrus darum, ihr Wächter zu werden. Aufgrund ihrer Schönheit konnte Araspes sich nur kurze Zeit beherrschen, bevor die Lust ihn überkam. Als Cyrus von Araspes Vergehen hörte, schickte er ihn als Strafe zu den Assyrern, um die Feinde und deren Streitkraft und Kampfbereitschaft auszuspähen und ihn von Panthea fernzuhalten.
Cyrus schenkt den Liebenden, Abradat und Panthea, vor der Schlacht noch einen Moment für sich. Abradat nutzt diesen Moment, um die ihm von Hystaspes eingeredeten Zweifel an Pantheas Liebe vorzutragen. Panthea ist erschrocken von Abradats Vorwürfen und versichert ihm ihre ungebrochene Liebe und Treue. Abradat beginnt ihr zu glauben und entschuldigt sich: Er habe sein Reich und seine Krone in so kurzer Zeit verloren, dass er Angst hatte sie auch zu verlieren. Panthea berichtet Abradat anschließend von Araspes’ Bedrängung ihr gegenüber und verkündet, sie würde ihn auf ewig hassen. Abradat ist erfreut über Pantheas Treue und beide versichern sich ihre gegenseitige Liebe. Abradat geht anschließend zu Cyrus’ Opfergabe.

### Zweiter Aufzug
Araspes kehrt verfrüht von den Feinden zurück und verkündet Hystaspes, er sei zuversichtlich, dass sie den Kampf gewinnen würden. Hystaspes berichtet ihm im Gegenzug, dass Cyrus Panthea und Abradat wiedervereint habe. Araspes bezeichnet Cyrus daraufhin als „[g]rausam“ (S. 52) und Abradats und Pantheas Liebe als blind und triebhaft. Hystaspes bekundet sein Mitleid über Araspes’ Leiden und beteuert, er würde helfen, wenn er könne. Araspes erwidert, er habe Hoffnung dieser Tag wäre der letzte, der ihm Erleichterung erschaffen könne, als Cyrus hinzukommt und das Gespräch unterbricht.
Araspes versteckt seine Trauer über die Wiedervereinigung von Panthea und Abradat und zeigt sich Cyrus gegenüber erfreut ihn wiederzusehen. Cyrus erkundigt sich sofort nach des Feindes Heer. Araspes berichtet das Heer der Assyrer sei dreimal so groß wie das der Perser, aber deren Schwachstelle sei, dass sie keine Einheit bilden würden. Der Grund dafür sei Crösus, der die Verdienste seiner Helden nicht angemessen belohne und einige sich nun von ihm abwenden und auf Cyrus’ Seite wechseln wollen, darunter auch Gobrias. Außerdem seien die Assyrer unvorbereitet, da keiner von ihnen an den Krieg denke. Cyrus verspricht Lohn und Dank für Araspes’ Bericht und ordnet an, dass Araspes während der Schlacht nicht kämpfen darf. Araspes empfindet dies als Strafe und Schande und bittet Cyrus seine Meinung zu ändern, doch Cyrus sieht diese Entscheidung zu Araspes’ Schutz als notwendig an.
Hystaspes kommt hinzu und verkündet, dass Gobrias, einer der ehemaligen Verbündeten der Assyrer, mit Cyrus zu sprechen wünscht. Hystaspes erläutert Gobrias sei sehr ehrenhaft und aus Rache zu Cyrus gewechselt. Außerdem habe er eine schöne Tochter. Cyrus lässt Gobrias rufen.
Gobrias erklärt er wolle trotz seiner assyrischen Herkunft Rache nehmen und gegen die Assyrer kämpfen. Der Grund dafür sei, dass Neriglossor, der ursprünglich seiner Tochter zum Mann versprochen war, seinen einzigen Sohn umgebracht habe, obwohl er Neriglossors Vater immer treu gewesen sei.
Gobrias erklärt er war Neriglossors Vater immer treu, doch nach diesem Vorfall sei er der Rache verpflichtet. Außerdem verspricht er Cyrus nach seinem Tod solle sein Reich an ihn übergehen und seine Tochter stehe ihm zur Heirat zur Verfügung. Cyrus lehnt ab, da er schon verheiratet ist, verspricht Gobrias Tochter, Nikothris, stattdessen Araspes zum Mann. Cyrus will helfen den Mord an Gobrias zu rächen, verspricht, Nikothris einen Brautschatz mitzugeben, und nimmt Gobrias auf seiner Seite auf. Des Weiteren ordnet Cyrus an, Nikothris zu Panthea zu führen, damit sie von ihrer Tugend lernen kann.
Im Gespräch mit Hystaspes behauptet Araspes, er könne Panthea trotz seiner versprochenen Braut Nikothris nicht vergessen und wolle nur sie. Araspes verkündet Hystaspes, dass er einen Anschlag auf Abradat plant, bei dem Abradat im Kampf getötet werden soll, um so nicht den Verdacht zu erwecken es sei Mord. Hystaspes wendet zwar ein, dass Panthea Abradat auch nach seinem Tod treu sein werde, doch stimmt am Ende zu mitzumachen, da Araspes auf ihn angewiesen ist, da dieser nun nicht mehr mit in den Kampf ziehen darf. Araspes weiß, dass die Truppe, die Abradat führt, ihm nicht wohl gesonnen ist, deshalb soll Arbaz Abradat die Waffe abnehmen und ihn umbringen. Hystaspes erklärt er habe Abradats Tod schon vor Araspes’ Vorschlag gewollt. Cyrus habe Abradat in Schutz genommen, während er Hystaspes als jahrelang treuen Diener gekränkt habe.

### Dritter Aufzug
Vor der Schlacht werden noch einige Arrangements gemacht: Gobrias bittet Cyrus, sich im Falle seines Todes um seine Tochter zu kümmern, Cyrus bittet Panthea, Nikothris in ihre Obhut zu nehmen, und Cyrus befiehlt Araspes, während des Kampfes auf Panthea, Nikothris und Cassandanen aufzupassen und sie im Falle einer Niederlage in Sicherheit zu bringen.
Panthea verabschiedet sich wehmütig von Abradat und würde aus Sorge am liebsten mit ihm in den Kampf ziehen. Abradat bittet sie, Vertrauen in die Götter zu haben, doch Panthea ist nicht von ihrer Befürchtung abzubringen, dass Abradat mit seinem Leben für Cyrus’ Sieg bezahlen werde. Abradat wendet ein, es sei seine Pflicht Cyrus gegenüber zu kämpfen, und bittet Nikothris, sich während seiner Abwesenheit um die verzweifelte Panthea zu kümmern. Panthea verkündet vor Abradats Abschied, sie werde sich das Leben nehmen, wenn Abradat im Kampf sterben solle.
Als Abradat gegangen ist, wiederholt Panthea ihre Bereitschaft zu sterben, falls Abradat sterben sollte. Nikothris versucht ihr einzureden, dass Abradat das niemals gewollt hätte und ihm das nur Kummer bereiten würde und versucht, ihr Hoffnung zuzusprechen.

### Vierter Aufzug
Panthea rät Nikothris in ihrer Angst um Abradat, nie jemanden zu lieben, um nie einen Geliebten verlieren zu können. Nikothris erwidert, sie habe bereits ihren geliebten Bruder verloren; Panthea will zur Ablenkung von ihren Qualen erfahren, wie Nikothris’ Bruder gestorben ist. Nikothris erzählt, dass Assyriens Monarch Neriglossor mit ihrem Bruder auf der Jagd war, als ein Bär sie angreifen will. Der Prinz verfehlte den Bären mit seinem Schuss, während ihr Bruder den Bären mit einem Schuss erlegte. Der Prinz unterdrückte seine Wut darüber zunächst, doch bald darauf griff ein Löwe sie an. Abermals verfehlte Neriglossor, während Nikothris’ Bruder den Löwen mit einem Pfeil tötete. Daraufhin wurde der Prinz so zornig, dass er den Dolch eines Sklaven nahm und verkündete: „Für die Geschicklichkeit nimm diesen Stahl zum Lohne“ (S. 116), während er Nikothris’ Bruder umbrachte. Der tote Bruder wurde dem Vater gebracht. Außerdem erzählt Nikothris, sie sei dem Mörder ihres Bruders vorher versprochen worden, doch sie weigert sich ihn zu heiraten. Nikothris folgert aus dem Geschehen, dass eine Niederlage für Cyrus unmöglich sei, da der Himmel den Mörder ihres Bruders sicherlich gerecht bestrafen werde.
Panthea erklärt Nikothris daraufhin, dass Araspes, den Cyrus ihr als Mann versprochen hat, auch nicht tugendhaft sei, wie sie selbst bezeugen könne. Araspes kommt hinzu und teilt den Frauen mit, dass er zu ihrem Schutz beauftragt sei. Panthea bezeichnet ihn daraufhin als feige, da er nicht in der Schlacht kämpft. Araspes beruft sich auf Cyrus’ Anordnung und behauptet, er würde durch ihre Verurteilung mehr leiden als im Kampf. Panthea erwidert, dass Cyrus ihn nur im Lager zurückgelassen habe, da er seine Schwäche erkannt habe. Araspes bittet um Pantheas Mitleid, doch diese sagt, sie trauere erst um ihn, wenn er im Kampf gestorben sei. Araspes geht, doch droht, sie werde noch heute Abend die Konsequenzen ihres Zornes zu spüren bekommen.
Panthea berichtet Nikothris anschließend ausführlich von Araspes’ Vergehen gegen sie, als sie gefangen genommen wurde, und kritisiert Cyrus für seine Naivität, die ihn glauben ließ, dass Araspes’ Strafe, zu den Feinden geschickt zu werden, aus ihm einen besseren Mann gemacht habe, während sie erkenne, dass Araspes seine Reue nur vorgespielt habe und nun zu den gleichen Fehlern bereit sei. Nikothris erwidert darauf, dass sie lieber sterbe, als Araspes zu heiraten.
Ein erster Bote trifft ein und berichtet, dass der Himmel Cyrus den Sieg versage. Des Weiteren wisse er nicht, ob Abradat und Cyrus noch am Leben sein. Nur über Gobrias ist er sicher, er lebe noch.
Araspes will auf den Bericht hin Panthea, Nikothris und Cassandanen in Sicherheit bringen, doch Panthea sieht eine Flucht als feige an und will auf das Schlachtfeld eilen, um am selben Ort wie Abradat zu sterben, doch Araspes hält sie auf.
Ein zweiter Bote trifft ein und erzählt der Sieg sei Cyrus sicher, der Feind flüchte und Cyrus lebe noch. Aufgrund der Unterschiede zu der Aussage des ersten Boten hinterfragt Nikothris die Glaubwürdigkeit des zweiten Boten, doch dieser beteuert er sage die Wahrheit. Als der zweite Bote vom Bericht des ersten Boten erfährt, ist er empört und beschuldigt ihn der Lüge, doch Araspes nimmt den ersten Boten in Schutz. Panthea beschuldigt Araspes daraufhin, den ersten Boten gekauft zu haben, um sie mit Angst zu quälen und droht, sein Vergehen Cyrus zu melden. Araspes beklagt ihre Undankbarkeit für die Rettung ihres Lebens und ihren angeblich unbegründeten Hass ihm gegenüber und geht mit dem ersten Boten ab.
Der zweite Bote verkündet auf Pantheas Nachfrage, dass Abradat im Kampf umgekommen ist. Der Führer von Abradats Wagen wurde umgebracht, woraufhin die Pferde scheuten und den Wagen kippten, was Abradat den Tod brachte. Abradats Körper werde noch unter den Leichen gesucht. Panthea beklagt die Ungerechtigkeit des Himmels und will sich auf dem Feld durch ihren Tod mit Abradat wieder vereinen.

### Fünfter Aufzug
Cyrus kehrt aus der Schlacht ins Lager zurück und dankt seinem Heer für den errungenen Sieg und Gobrias dafür, dass er ihm das Leben im Kampf gerettet habe. Cyrus will die Hälfte der heute errungenen Beute Gobrias, als seinen Lebensretter, geben und die andere Hälfte der trauernden Panthea. Er beklagt außerdem Abradats Tod vor der Göttin des Rechts, Mithra. Cyrus macht sich für Abradats Tod verantwortlich, da er für seine Sache starb und bittet die Götter um Kraft, damit er Panthea beistehen kann.
Panthea bestätigt Cyrus die Schuld an Abradats Tod, doch gibt sich selbst einen Teil der Schuld, da er auch aus Liebe zu ihr starb. Cyrus verspricht Panthea ein Grabmal für Abradat und einen Zufluchtsort ihrer Wahl in seinem Reich inklusive Gefolge und der Hälfte der heutigen Beute. Panthea verspricht, noch heute ihren gewünschten Zufluchtsort zu verkünden.
Cyrus erzählt von einem Mörderhieb, der Abradats Tod herbeibrachte, und seiner abgetrennten Hand, die Cyrus in seiner hielt. Cyrus beklagt außerdem, dass der Sieg Abradats Tod nicht wert sei.
Nikothris kommt hinzu und verkündet Pantheas Selbstmord: Panthea trat, nachdem sie Cyrus verlassen hatte, um Abradat weinend ihr Zelt, fasste sich wieder und schickte alle außer Nikothris und ihre Dienerin hinaus. Sie nahm eine Waffe aus Stahl und erklärte, der beste Augenblick für eine Frau zu sterben sei der, in dem ihr Mann stirbt. Nikothris und die Dienerin versuchten Panthea zuzusprechen, doch sie sagte, sie sei nur bei ihrem Abradat glücklich und erstach sich. Daraufhin brachten sich drei ihrer Sklaven aus Treue auch um.
Cyrus bereut seinen Sieg und wünscht er hätte verloren, wenn dadurch Panthea und Abradat wieder leben würden. Nikothris widerspricht, denn der Grund für Pantheas Selbstmord sei ein anderer: Ein Bote habe Panthea vor ihrem Tod berichtet, dass Abradats Tod ein „Meuchelmord“ war. Nikothris gibt dem Auftraggeber des Mordes die Chance sich selbst zu stellen und Araspes gibt die Tat zu und erklärt, er habe den Mord aus Liebe zu Panthea in Auftrag gegeben. Da Panthea jedoch jetzt tot ist, erklärt Araspes, für ihn gäbe es keine Hoffnung mehr auf dieser Welt, und ersticht sich mit dem Dolch den Cyrus hielt. Cyrus kann nicht glauben, dass Araspes zu einem Mord fähig ist, doch Hystaspes bestätigt, dass Araspes ihm vor dem Kampf von seinem Plan Abradat umzubringen erzählt hatte, behauptet jedoch er habe Araspes den Plan ausgeredet und erst in der Schlacht gemerkt, dass der Plan doch ausgeführt wird. Als er sah wie Arbaz Abradat umbrachte, habe er ihn selbst mit dem Tod bestraft. Cyrus beschließt, Panthea und Abradat ein Ehrenmal inklusive einer gemeinsamen Gruft zu errichten, während Araspes’ Leiche bestraft und geschändet werden soll.

## Historischer Hintergrund
Panthea basiert auf Xenophons Kyru paideia, einer Nacherzählung der historischen Ereignisse.

## Tugend
Zunächst lassen sich die Figuren sehr deutlich in tugendhafte Helden (Panthea, Abradat, Cyrus, Nikothris, Gobrias) und niederträchtige Antagonisten (Araspes, Hystaspes) einteilen. Dies gibt den Figuren den Anschein einer eindimensionalen Charakterisierung. Im Laufe der Handlung werden diese Gegensätze jedoch aufgelöst und vor allem der Tugendkonflikt in den Figuren der Panthea, des Abradat und des Cyrus werden zu zentralen Aspekten der Szenen.

### Panthea – Tugend und Emotion
Panthea wird zu Beginn von Abradat als noch tugendhafter als er selbst beschrieben. Sie selbst bezeichnet sich mehrmals als treu und somit tugendhaft. Ihre Treue zeigt sich auch in ihrem Verhalten, da sie Araspes’ Annäherungen zurückweist und sogar noch versucht, ihn von seinem Fehlverhalten zu überzeugen. Auch Abradats Vorwürfe der Treulosigkeit weist sie zurück. Im dritten Aufzug wird ihre Tugend jedoch von Abradat erneut in Frage gestellt, da sie versucht, ihn von der Schlacht zurückzuhalten. Hier zeigt sich der Konflikt zwischen Tugendhaftigkeit, die in Panthea durch Treue zu ihrem Ehemann und Vertrauen in seinen Sieg realisiert wird. Durch ihre Bitten, Abradat solle nicht in die Schlacht ziehen, stellt sie ihr eigenes Glück über die Ehre ihres Mannes, da seine Flucht vor dem Kampf als feige gelten würde. Zudem würde Abradat sein Wort gegenüber Cyrus brechen. Somit motiviert Pantheas Furcht um Abradat ihr nicht tugendhaftes Verhalten. Auch ihr Zweifel an einem Sieg steht im Gegensatz zu der ihr zugesagten Tugend. Die Figur der Nikothris dient in diesem Aufzug als Kontrast zu Panthea, da sie ihren Zweifeln widerspricht und sich somit tugendhaft verhält.
Panthea wird zunächst als tugendhaft eingeführt, ist aber vor allem von ihrer Liebe zu Abradat bestimmt, die sich einerseits in ihrer tugendhaften Treue zeigt, andererseits aber auch in ihrer tugendlosen Angst um ihn und ihren Versuchen, ihn zur Flucht zu bewegen. Ihr Suizid im 5. Aufzug, der wieder ihre Treue zu Abradat verdeutlicht, sorgt jedoch dafür, dass Nikothris, die das Ideal weiblicher Tugend repräsentiert, sie zuletzt doch als tugendhaft beschreibt. Auch dass Pantheas Entscheidungen durch ihre Liebe zu Abradat bestimmt wurden, ist für sie ein Beweis ihrer Tugend.
Ihr Selbstmord lässt sich als Akt der Selbstbestimmung werten. Dieses Motiv findet sich bei vielen deutschen Dramenautorinnen (z. B. Hrotsvith von Gandersheim), da sich das Leben zu nehmen ironischerweise eine der wenigen Möglichkeiten war, Kontrolle über das eigene Leben zu haben.

### Abradat – männliche und weibliche Tugend
Abradat stellt im Vergleich zu Panthea die männliche Tugend dar, die vor allem in Mut und Loyalität zum Herrscher Ausdruck findet. Genau wie Panthea wird auch er von anderen Figuren als tugendhaft beschrieben. Sein Mut und seine Loyalität werden auch an keinem Punkt in Frage gestellt; auf Pantheas Bitten reagiert er nur mit Abweisung. Allerdings wird sein fehlendes Vertrauen in Pantheas Treue im Gespräch mit Hystaspes und in seinen Vorwürfen gegenüber Panthea deutlich. Somit stellt Abradat eine Kontrastfigur zu Panthea dar, da er sein Wort zu Cyrus nicht bricht und den Kampf nicht fürchtet; seiner Gemahlin unterstellt er hingegen Treulosigkeit und vertraut zunächst Hystaspes’ Wort mehr als ihrem.

### Cyrus – Tugend und Naivität
Cyrus wird von allen anderen Figuren als der tugendhafteste unter ihnen beschrieben, fast schon eine übermenschliche Figur. Auch er selbst beschreibt sich von nichts außer der Tugend geleitet. Da er verheiratet ist, weigert er sich, Panthea anzusehen, um sich nicht in sie zu verlieben, und er hält seiner Frau die Treue, auch wenn Hystaspes ihn zum Ehebruch zu überreden versucht. Er sieht sich auch als Vorbild und versucht anderen (vor allem Hystaspes und Araspes) ihre Fehler aufzuzeigen, um sie zu tugendhafteren Menschen zu machen. Später kritisiert Panthea ihn allerdings dafür, ihr Araspes als Wächter gelassen zu haben, obwohl Cyrus ihn vorher von ihr ferngehalten hat und von seinem Verhalten ihr gegenüber weiß. Auch Nikothris äußert Verwunderung darüber, Araspes von Cyrus versprochen worden zu sein, der diesen auch noch als „beherzt und treu“ und somit tugendhaft beschrieb. Diese Naivität und Glauben an die Besserung von Araspes’ Charakter werden von Panthea als Zeichen von Cyrus’ Tugend beschrieben. Dies zeigt, dass aus ihrer Perspektive Tugendhaftigkeit nicht immer zu dem bestmöglichen Verhalten führt, sondern fehlender Pragmatismus auch Schaden anrichten kann.
Cyrus zweifelt auch selbst an seiner Tugend, vor allem im fünften Aufzug nach Abradats Tod, für den er sich verantwortlich sieht, ebenso wir für Pantheas Trauer. Dies macht ihn aber für die anderen Figuren nicht weniger tugendhaft, da seine Bescheidenheit und Selbstzweifel ebenfalls seine Tugend zeigen. Auch sein Mitleid mit Panthea wird von Gobrias gelobt.
Cyrus’ Feldzüge werden damit begründet, dass er ein besserer Herrscher sei als die von ihm besiegten Könige, und dass sich die Menschen in den verfeindeten Königreichen eigentlich ihn als Herrscher wünschen. Gleichzeitig beklagt Cyrus auch die Gewalt der Schlacht, sieht sie jedoch als notwendiges Mittel zum Zweck.

### Araspes – Niedertracht und Gerechtigkeit
Araspes ist ein persischer Adliger und Antagonist des Stücks. Er verhält sich unbeherrscht und triebhaft gegenüber Panthea und kann weder durch ihre Zurückweisung noch durch Cyrus’ Mahnung gebessert werden. Verglichen mit Abradat erfüllt er nicht die Merkmale männlicher Tugend (Kampfeslust und Loyalität). Sein Selbstmord steht im Gegensatz zu Pantheas, da er harsch verurteilt wird.

### Hystaspes – Niedertracht und Erfolg
Hystaspes kann ebenso wie Araspes als Antagonist gelten, entgeht jedoch am Ende des Stückes der Vergeltung. Dies widerspricht der Idee des klassischen Dramas, da er Araspes zu Beginn davon überzeugt, Panthea weiterhin für sich zu beanspruchen und Abradat zu töten. Er schlägt auch die List mit den zwei Boten vor. Somit ist er für die Taten schuldig, die zum Tod Abradats und Pantheas führen, wird dafür aber nicht bestraft, da er am Ende lügt und so tut, als würde er sein Verhalten bereuen, während Araspes die ganze Verantwortung auf sich nimmt. Hieran ist zu erkennen, dass Pantheas Figuren nicht so stark den Stereotypen von Gut und Böse zuzuordnen sind, da Hystaspes als einer der Hauptantagonisten für sein Verhalten nicht bestraft wird und die Gerechtigkeit somit nicht siegt.

### Gobrias – Tugend und Illoyalität
Gobrias hat zwei Kinder: Nikothris, seine Tochter und einen Sohn, der jedoch aus Neid von Assyriens Monarchen auf der Jagd umgebracht wird. Daraufhin will er seinen Sohn rächen und wechselt die Seiten zu Cyrus. Er kümmert sich um seine verbliebene Tochter. Obwohl er sich nicht loyal gegenüber seinem Herrscher verhält, wird er als tugendhafte Figur dargestellt, da er zu Cyrus und somit dem tugendhafteren Herrscher überläuft, anstatt einen König zu unterstützen, der in seinem Verhalten als niederträchtig und lasterhaft beschrieben wird.

### Nikothris – Tugend als Ideal
Nikothris dient als Beispiel weiblicher Tugend im Vergleich zu Panthea, die zu sehr von ihrer Liebe zu Abradat bestimmt wird. Sie weigert sich, den Mörder ihres Bruders trotz seines Reichtums zu heiraten und will auch nichts mit Araspes zu tun haben, sobald sie erfährt, wie er sich gegenüber Panthea verhalten hat. Außerdem verhindert sie, dass Panthea Abradas in die Schlacht folgt und versucht sie dazu zu bringen, sich nicht von ihren Gefühlen übermannen zu lassen.

## Suizid
Sowohl Panthea als auch Araspes begehen im fünften Aufzug Suizid, Araspes auf der Bühne, Pantheas Tod wird von Nikothris nacherzählt. Beide werden allerdings auf unterschiedliche Art bewertet. Während Nikothris Pantheas Selbstmord als einen Akt der Liebe für ihren Ehemann darstellt, dient Araspes’ Selbstmord als Sühne für seine Intrige und den Mord Abradats. Cyrus’ letzte Worte implizieren jedoch, dass dieser Akt als Sühne nicht ausreicht beziehungsweise auch als Flucht vor den Konsequenzen seines Handelns gedeutet werden kann. Zudem verkomplizieren die Selbstmorde, da zur Entstehungszeit des Dramas Suizid vor allem durch die Kirche verurteilt wurde, hier aber zumindest Pantheas Suizid von einigen Figuren als richtig dargestellt wird. Die Ankündigung des Cyrus, Araspes kein würdiges Begräbnis zukommen zu lassen, spricht ebenso gegen die damalige Vorstellung von Tugend.

## Rezeption
Panthea löste gemischte Reaktionen aus. Vor allem die angeblich eindimensionale Rollenverteilung in gute und böse Figuren führte zu Kritik. Es gäbe zudem keinen am Anfang begangenen Fehler der Helden, der ihr tragisches Schicksal auslöse; sie seien in keinster Weise selbst dafür verantwortlich, was dem Drama seinen Sinn nähme. Gleichzeitig wurde die Figur der Panthea als schlechtes Vorbild für junge Frauen beschrieben, da sie sich zu sehr von ihren Gefühlen leiten lasse und kein gutes Beispiel darstelle, wie Liebe aussähe. Auch ihr im Stück positiv dargestellter Suizid erregte Aufsehen, es wurde die Befürchtung geäußert, Frauen im Publikum könnten sich ihr Verhalten zum Vorbild nehmen.
Gottsched reagierte teilweise auf die Kritik und erklärte in einer Vorrede zum fünften Teil von Johann Gottscheds Reihe Die Deutsche Schaubühne, sie stelle sich mit ihren zu tugendhaften Figuren in die Tradition des Aristoteles, dessen Regeln besagten, Figuren in einem Drama müssen immer etwas besser als wirkliche Menschen sein.
„In den letzten zwanzig Jahren wurden die Werke von Luise Gottsched beträchtlich aufgewertet. Es fehlen jedoch noch ausführliche Interpretationen ihrer Werke, die sie mit postmodernen Methoden in die weibliche Kulturlandschaft des 18. Jahrhunderts integrieren.“